# Plucky Duck
Plucky Duck é um personagem ficcional dos Tiny Toons. Inspirado em Patolino, dos Looney Tunes, é dublado por Joe Alaskey na versão original e Marco Antônio Costa no Brasil.

## Descrição
O Plucky é um pato que mora em um lago na Floresta ACME, seus amigos são Presuntinho, Perninha e Lilica. Seu interesse romântico é Leiloca Pataquada. Plucky Duck sonha com a fama e a fortuna. Plucky não é um dos melhores alunos da Looniversidade Acme, pois muitas vezes ele esquece de estudar para a prova e esquece de fazer o dever de casa. Em vários episódios é mostrado o Bebê Plucky, lembrando séries como Muppet Babies. É grande fã de Patolino, e muitos de seus traços vem do Patolino de Chuck Jones, principalmente ao perder discussões com Perninha (similar a Patolino contra Pernalonga e a piada recorrente de perder o bico. Também como Patolino, Plucky é capaz de voar com suas asas, mas muito raramente o faz.

## Heróis
Plucky é fã de banda desenhada e aparece em diversos episódios como paródias de conhecidos heróis, similar a Patolino como Duck Dodgers e The Scarlet Pumpernickel. Os mais recorrentes são o "Vingador Tóxico", um superherói ecológico que parodia o herói da Troma, The Toxic Avenger, e "Batduck", uma paródia ao Batman. Outros incluem James T. Duck (James T. Kirk de Star Trek), e Pluck Hyerdahl da Kon-Ducki (Thor Heyerdahl e Kon-Tiki). Pluck Duck já apareceu em um episódio como Duck Dodgers Jr, ajudante de Duck Dodgers, que mais uma vez se deparava com Marvin o Marciano.